# Nirmal Verma

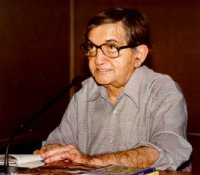
Nirmal Verma

Nirmal Verma (Hindi: निर्मल वर्मा, Nirmal Varmā, Nirmal Varma; * 3. April 1929 in Shimla, Himachal Pradesh; † 25. Oktober 2005 in Neu-Delhi) zählt in Indien zu den wichtigsten Vertretern und ist Mitbegründer der Nayi-Kahani-Bewegung in der Hindi-Literatur. Er war als Schriftsteller und Übersetzer tätig. Sein literarisches Werk umfasst Kurzgeschichten, Romane, Theaterstücke, Reiseberichte, Reportagen, Literaturkritik und Essays.

## Leben
Nirmal Verma studierte am St. Stephens’s College der Universität Delhi Geschichte. In den frühen 1950er-Jahren schrieb er Beiträge für eine Studentenzeitschrift. Nach seinem Abschluss als M.A. der Geschichte lehrte er in Delhi und war Autor mehrerer literarische Zeitschriften.
Von Anfang an waren Vermas Werke durch sein politisches Engagement geprägt. Von 1947 bis 1948 nahm er regelmäßig an Mahatma Gandhis öffentlichen Morgengebeten teil. Im Jahr 1956 trat er der Kommunistischen Partei Indiens bei.
Im Jahr 1959 ging Nirmal Verma nach Prag, leitete an der Karls-Universität ein Übersetzungsprojekt und übersetzte moderne tschechische Schriftsteller ins Hindi. Während dieses zehnjährigen Aufenthalts bereiste Nirmal Verma auch andere europäische Länder, unter anderem Deutschland und die USA. Zeitweilig lebte er in London. In dieser Zeit entstanden viele seiner Reiseberichte und sein erster Roman Ve Din (Diese Tage; 1964), der auf seiner Studentenzeit in Prag basiert. Nach der Niederschlagung des Prager Frühlings kehrte er 1968 nach Indien zurück und wandte sich desillusioniert vom Kommunismus ab, blieb aber weiterhin politisch aktiv. Er protestierte gegen die Ausrufung des Notstandes (1975–1977) und die chinesische Übernahme Tibets.
Als Vertreter der Nayi Kahani trug er wesentlich zur Neuausrichtung der modernen Hindi-Kurzgeschichte bei.
Im Jahr 1973 wurde die Verfilmung seiner Geschichte Maya Darpan (Traumwelten) durch Kumar Shahani mit dem Kritikerpreis der Filmfare Awards als Bester Film ausgezeichnet.
Verma erhielt den Jnanpith Award des Jahres 1999.

## Werke

### Romane
- वे दिन Ve Din, 1964
- अंतिम अरण्य Antima Aranya
- एक चिथड़ा सुख Ek Chithara Sukh, 1979
- लाल टीन की छत Lal Tin Ki Chhat, 1974
  - auf Deutsch: Das rote Blechdach. In: Flucht und Identität im Spiegel indischer und deutscher Gegenwartsliteratur, Haus der Kulturen der Welt, Berlin 1981
- रात का रिपोर्टर Rat Ka Reporter, 1989
  - auf Deutsch: Ausnahmezustand, Draupadi Verlag, Heidelberg 2006

### Kurzgeschichtensammlungen
- परिंदे Parinde, 1959
- जलती झाड़ी Jalti Jhari, 1965
- पिछली गर्मियों में Pichhli Garmiyon Mein, 1968
- Andhere Mein
- Dedh Inch Upar
- बीच बहस में Bich Bahas Mein, 1973
- Meri Priya Kahanian, 1973
- Pratinidhi Kahaniyan, 1988
- कौवे और काला पानी Kauve Aur Kala Pani, 1983
  - auf Deutsch: Die Einsamkeit des Einsamen, Lotos Verlag Roland Beer, Berlin 2006; Krähen im Exil. In: die horen, 4, 1997
- सूखा तथा अन्य कहानियां Sukha Tatha Anya Kahaniyan, 1995

### Reportagen und Reiseberichte
- चीड़ों पर चांदनी Chiron Par Chandni, 1962
- Har Barish Mein, 1970
- धुंध से उठती धुन Dhundh Se Uthati Dhun
  - auf Deutsch: Im Schmerz ein Vogel, Lotos Verlag Roland Beer, Berlin 2006.

### Bühnenstücke
- तीन एकांत Tin Ekant, 1976

### Essays und Literaturkritik
- शब्द और स्मृति Shabda Aur Smriti, 1976
- कला का जोखिम Kala Ka Jokhima, 1981
- ढलान से उतरते हुए Dhalan Se Utarate Hue
- भारत और यूरोप: प्रतिश्रुति के क्षेत्र Bharat Aur Europe: Pratishruti Ke Kshetra, 1991
  - auf Deutsch: Indien und Europa. In: Meine Welt 11, 1994; Indien und Europa, Lotos Verlag Roland Beer, Berlin 2006.

### Weitere Literatur auf Deutsch
- Der dritte Trauzeuge. Erzählungen, Verlag Volk und Welt Spektrum, Berlin 1979. (übersetzt von Helmut Nespital)
- Die Vergangenheit: eine Selbstbestimmung, In: Das Fällen des Banyanbaumes. Drei indische Beiträge zur Identitätsfindung in den neuen Nationen, Neu-Delhi, Botschaft der Bundesrepublik Deutschland, 1980. (Essays)
- Zwei Zuhause, In: Indo Asia II, 1984. (Kurzgeschichte)
- In diesem und in jenem Leben. In: Indien in der Gegenwart, New Delhi, Indian Council for Cultural Relations, Bd. 1, Nr. 1, 1996. (Kurzgeschichte)
- Traumwelten, Lotos Verlag Roland Beer, Berlin 1997. (Zwei Erzählungen)
- Eine Nacht in London. In: Living Literature, Deutsch-Indischer Literaturaustausch in drei Sprachen, Neu-Delhi, Vani Prakashan, 1998 (Erzählungsauszug)
- Der brennende Zweig(Reisebericht); Berlin, Lotos Verlag Roland Beer, 2001
- Unterwegs. In: Meine Welt, Köln 1, 1996. (Aufzeichnungen); Lotos Verlag Roland Beer, Berlin 2003.
- Dunkle Geheimnisse, Lotos Verlag Roland Beer, Berlin 2006. (Erzählungen)
- Wolkenschatten, Lotos Verlag Roland Beer, Berlin 2006. (Erzählungen)